# Nationalstraße 211 (China)
Die Nationalstraße 211 (chinesisch 211国道, Pinyin 211 Guódào, englisch China National Highway 211), chin. Abk. G211, ist eine 691 km lange, in Nord-Süd-Richtung verlaufende Fernstraße in der Mitte und im Süden Chinas auf dem Gebiet des Autonomen Gebiets Ningxia sowie in den Provinzen Gansu und Shaanxi. Sie führt von Yinchuan über Wuzhong, Heshui und Xunyi in die Metropole Xi’an.